# Adolfo Alfredo Pedernera
Adolfo Alfredo Pedernera (Avellaneda, 18 de novembre de 1918 - Avellaneda, 12 de maig de 1995) fou un futbolista i entrenador de futbol argentí.

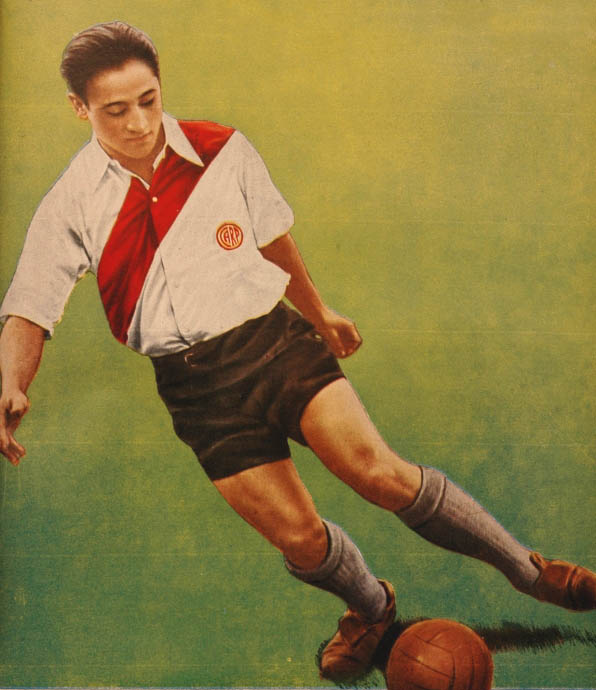
Pedernera el 1937.

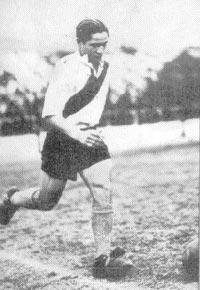
Adolfo Alfredo Pedernera a River.

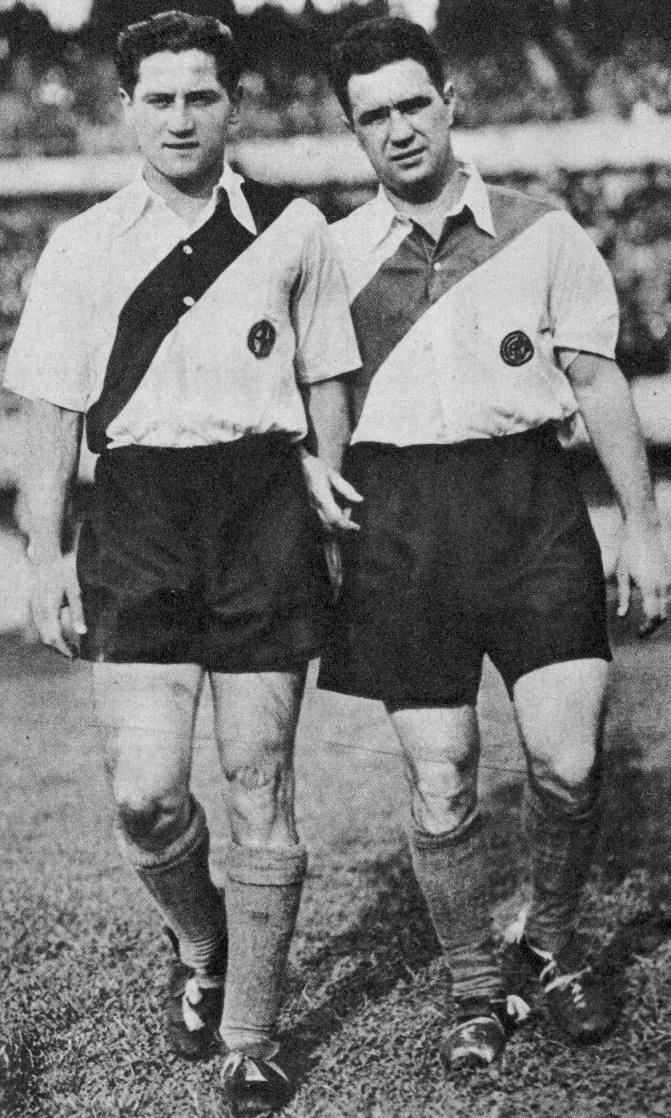
Adolfo Pedernera al costat de Carlos Peucelle.

Fou anomenat El Maestro (el mestre), essent considerat per molts especialistes un dels futbolistes argentins més importants de tots els temps. Fou escollit com el 12è millor futbolista sud-americà del segle xx per IFFHS l'any 2000.
Després de passar per CA Huracán, l'any 1933 ingressà al River Plate. Mentre romangué al club guanyà cinc campionats nacionals els anys 1936, 1937, 1941, 1942 i 1945. Amb la selecció guanyà la Copa Amèrica de futbol dels anys 1941 i 1945. Formà la dantera coneguda com La Màquina al costat de Ángel Labruna, José Manuel Moreno, Félix Loustau i Juan Carlos Muñoz.
El 1949 jugà al CD Los Millonarios de Colòmbia on coincidí amb Alfredo Di Stéfano i guanyà la lliga del mateix any. Ja com a jugador-entrenador del club guanyà tres campionats més (1951 a 1953) i la Copa Colòmbia de 1953. També guanyà la Petita Copa del Món de 1953.
Després de retirar-se com a futbolista, Pedernera fou entrenador. Dirigí a Nacional a Uruguai, Gimnasia y Esgrima de La Plata, CA Huracán, CA Independiente, Boca Juniors, América de Cali i River Plate. També entrenà les seleccions nacionals de Colòmbia i Argentina.
El 1993 publicà la seva autobiografia titulada El fútbol que viví ... y que yo siento (el futbol que vaig viure ... i que jo sento ...).

## Palmarès
- Copa Amèrica de futbol: 1941, 1945
- Lliga argentina de futbol: 1936, 1937, 1941, 1942, 1945
- Lliga colombiana de futbol: 1949, 1951, 1952, 1953
- Copa Colòmbia: 1953